# Eucher (fils de Stilicon)
Pour les articles homonymes, voir Eucher.
Eucher (Eucherius), né vers 390, mort en 408, est le fils du général Stilicon, régent de l'Empire d'Occident sous le règne d'Honorius (395-423).

## Biographie
Au moment de la naissance d'Eucher, Stilicon est un des militaires de plus haut rang près de l'empereur d'Orient Théodose : il est magister militum per Thracias (commandant en chef des armées en Thrace). La mère d'Eucher est Serena, nièce et fille adoptive de l'empereur. Claudien affirme qu'Eucher est né à Rome (et non à Constantinople). Étant trop vieux pour y être né en 394 (après la campagne contre Eugène), il a, selon toute vraisemblance, vu le jour entre 389 et 391, après la victoire de Théodose contre Magnus Maximus.
Alors que son père est devenu régent de l'Empire romain d'Occident après la mort de Théodose, il est prévu qu'Eucher épouse Galla Placidia, la sœur de l'empereur Honorius, mais celle-ci, le détestant[réf. nécessaire], fait sans cesse retarder le mariage.
Après l'exécution de Stilicon à Ravenne le 22 août 408, sur les ordres d'Honorius, Eucher est capturé par les hommes du maître des offices Héraclien dans une église de Rome et mis à mort.

## Sources primaires
- Zosime, Histoire nouvelle, Livre V.
- Comte Marcellin, Chronique, 379-444.